# Nicolae Bretan

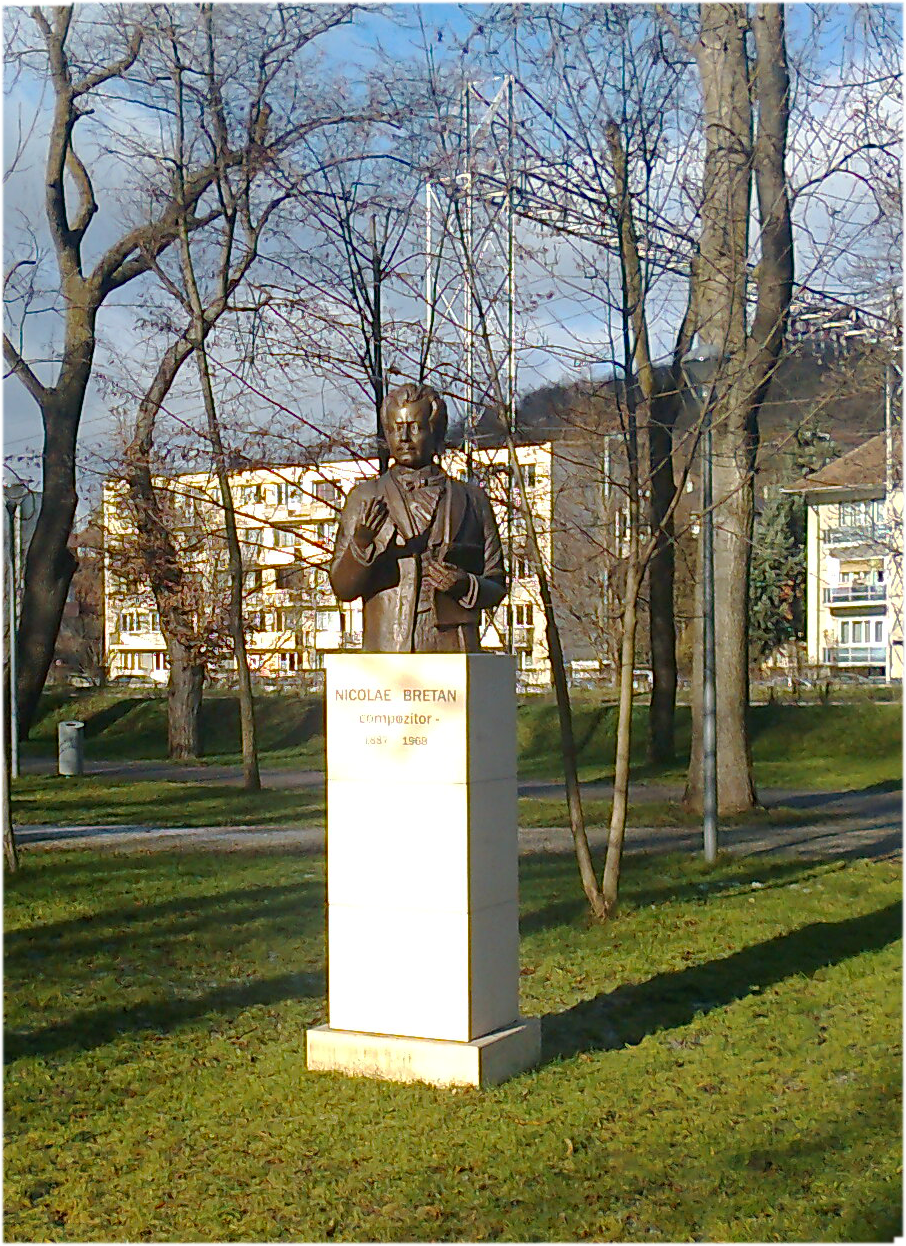
Büste von Nicolae Bretan im Zentralpark Simion Bărnuţiu von Cluj-Napoca

Nicolae Bretan (* 25. März 1887 in Naszód, Ungarn; † 1. Dezember 1968 in Cluj) war ein rumänischer Komponist, Opernsänger (Bariton), Regisseur und Musikschriftsteller.

## Leben
Nicolae Bretan wurde als Sohn eines rumänischen Hotelmanagers im damals ungarischen Năsăud geboren, wuchs als Rumäne in Österreich-Ungarn auf und erlernte in Siebenbürgen die rumänische, ungarische und deutsche Sprache. In dieser mindestens dreisprachigen Region wechselte auch der Name, mit dem er unterzeichnete, von Nicolae zu Miklós oder auch zu Nikolaus. Bretan studierte an den Musikakademien in Wien und Budapest. Die Sängerlaufbahn als Bariton begann er 1913 in Pozsony. Er hatte Engagements in München, Berlin und in Oradea und sang u. a. den Barbiere von Rossini.
Er war der Schöpfer von über zweihundert Liedern. Die Vertonung richtete sich nach der Sprache, in welcher der Dichter das Gedicht verfasst hatte. Seine bevorzugten deutschsprachigen Lyriker waren Nikolaus Lenau und Heinrich Heine, vorwiegend Mihai Eminescu war der Poet seiner rumänischen Lieder. Die Sammlung Mein Lieder-Land enthält 90 rumänische, 70 ungarische und 50 deutsche Lieder, seine religiösen Lieder haben zum Teil lateinische Texte.

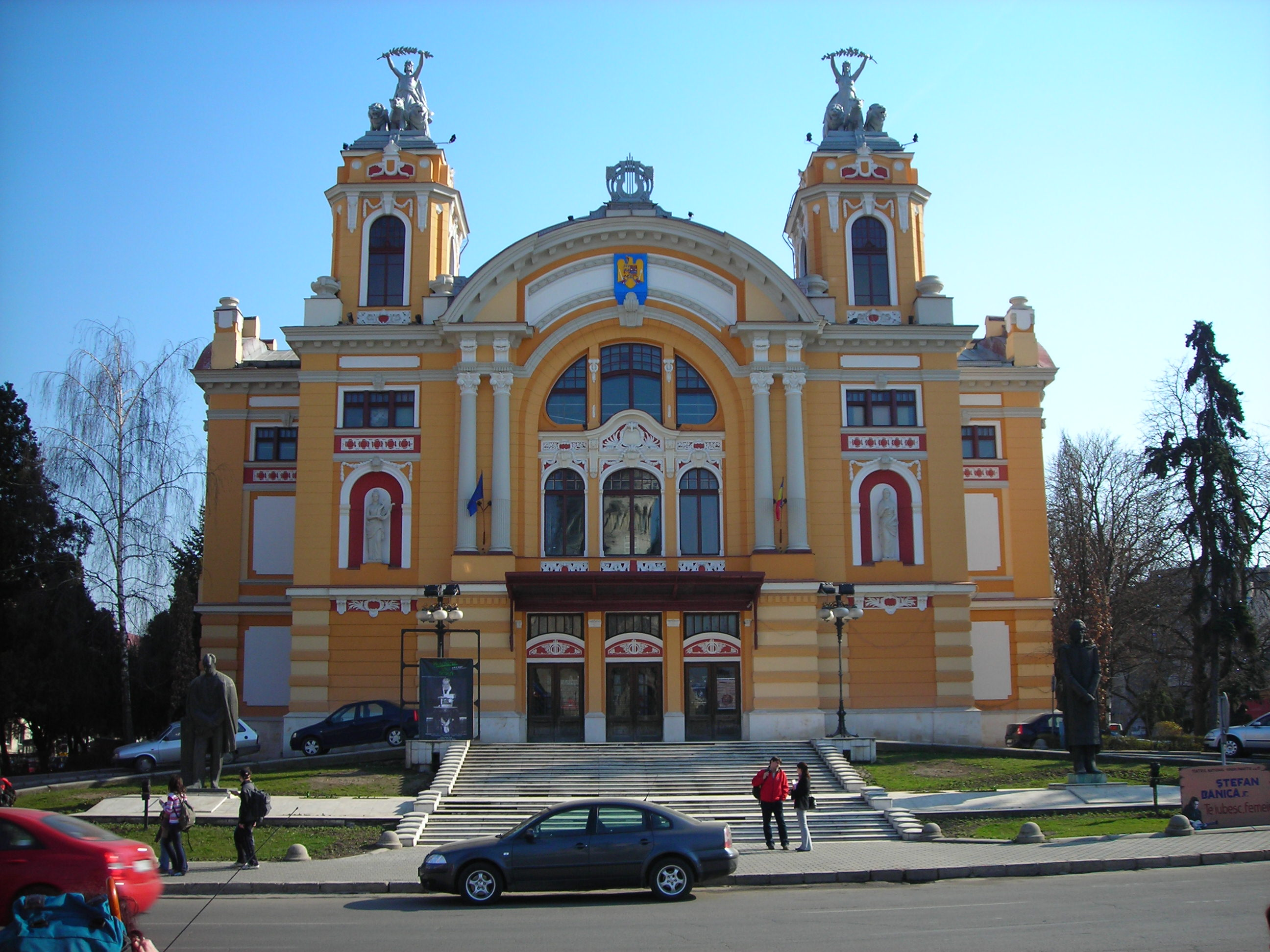
Rumänische Nationaloper und Nationaltheater in Cluj-Napoca

Seine erste Oper Luceafărul wurde 1921 in Cluj uraufgeführt, zu dem Drama Gólem ember akar lenni (1922), einem Theaterstück zum Golem-Thema von Illés Kaczér aus dem Jahr 1922, schrieb er 1924 auch selbst das rumänische Libretto. Aus Horia, 1935 ebenfalls in Cluj uraufgeführt, hätte so etwas wie eine rumänische Nationaloper werden können, handelt sie doch von dem Horea-Aufstand in Siebenbürgen gegen die ungarischen Grundherren im Jahr 1784, doch sogar die Kommunisten ignorierten später die Oper.
Aus dem seit 1940 wieder ungarischen Siebenbürgen wurde die gesamte jüdische Verwandtschaft seiner ungarischen Frau Nora Osvát 1944 vom deutschen Eichmann-Kommando und seinen ungarischen Helfern deportiert und kam in einem Konzentrationslager ums Leben. Nach dem Zweiten Weltkrieg wurde Bretan Operndirektor, da er sich aber nicht der kommunistischen Staatspartei anschließen wollte, wurde er 1948 entlassen, aus dem Komponistenverband ausgeschlossen und hatte damit in Rumänien weitgehend ein Aufführungsverbot. Zuletzt komponierte er 1955 noch ein Requiem, in welchem er bei der Uraufführung selbst die Bariton-Partie übernahm, danach konnte er gar nichts mehr veröffentlichen.
Die auf Initiative seiner Tochter Judit eingerichtete Nicolae Bretan Musik Stiftung verwaltet seinen Nachlass. Die Opern und Lieder wurden u. a. bei Nimbus Records und Editio Musica Budapest veröffentlicht. 2013 wurde im Zentralpark von Cluj-Napoca eine von der Bildhauerin Ana Rus geschaffene Büste Bretans enthüllt.

## Kompositionen (Auswahl)
- Luceafărul, Oper in einem Akt nach dem Gedicht von Mihai Eminescu, UA: Cluj 1921. ("Der Abendstern").
- Golem Lásadása, Oper 1924, Libretto und Musik von Bretan nach dem Drama Golem von Illés Kaczér
- Eroii de la Rovine, Oper 1935 (über die Schlacht bei Rovine)
- Horia, Oper 1937, nach Ghiță Popp
- Arald, Oper 1939, nach Mihael Eminescu "Die Geister". UA: 1982 in Iași[6]
- A Különös Széder-est, Oper in ungarischer Sprache 1945, UA 1974. Behandelt den Holocaust.
- Requiem, Messe 1955
- Lieder zu Gedichten von Heinrich Heine, Nikolaus Lenau, Rainer Maria Rilke, Budapest : Editio Musica, 1990, Partitur

## Tonträger (Auswahl)
- Nicolae Bretan Sampler, operas, requiem & songs Nimbus Records 1998
- My lieder-land : The songs of Nicolae Bretan, Nimbus Records 2000 (Aufnahmen von 1973 bis 1976)